# Patinatge artístic als Jocs Olímpics d'hivern de 1994 - Individual femení
Als Jocs Olímpics d'Hivern de 1994 celebrats a la ciutat de Lillehammer (Noruega) es disputà una prova de patinatge artístic sobre gel en categoria femenina que formà part del programa oficial dels Jocs.
La competició se celebrà entre els dies 23 i 25 de febrer de 1994 a les instal·lacions del Hamar Olympic Amphitheatre.

## Comitès participants
Hi participaren un total de 27 patindors de 16 comitès nacionals diferents.
| - Alemanya (2) - Bulgària (1) - Canadà (2) - Corea del Sud (1) |  | - Espanya (1) - Estats Units (2) - Finlàndia (1) - França (3) |  | - Hongria (1) - Japó (2) - Polònia (1) - Regne Unit (1) |  | - Txèquia (2) - Suïssa (1) - Ucraïna (3) - R.P. de la Xina (3) |

## Resum de medalles
| Or           | Argent         | Bronze  |
| Oksana Baiul | Nancy Kerrigan | Chen Lu |

## Resultats
| Posició | Nom                  | CON             | PC | PL | Pts. |
| ------- | -------------------- | --------------- | -- | -- | ---- |
| 1       | Oksana Baiul         | Ucraïna         | 2  | 1  | 2.0  |
| 2       | Nancy Kerrigan       | Estats Units    | 1  | 2  | 2.5  |
| 3       | Chen Lu              | R.P. de la Xina | 4  | 3  | 5.0  |
| 4       | Surya Bonaly         | França          | 3  | 4  | 5.5  |
| 5       | Yuka Sato            | Japó            | 7  | 5  | 8.5  |
| 6       | Tanja Szewczenko     | Alemanya        | 5  | 6  | 8.5  |
| 7       | Katarina Witt        | Alemanya        | 6  | 8  | 11.0 |
| 8       | Tonya Harding        | Estats Units    | 10 | 7  | 12.0 |
| 9       | Josée Chouinard      | Canadà          | 8  | 9  | 13.0 |
| 10      | Anna Rechnio         | Polònia         | 9  | 12 | 16.5 |
| 11      | Krisztina Czako      | Hongria         | 12 | 11 | 17.0 |
| 12      | Mila Kajas           | Finlàndia       | 16 | 10 | 18.0 |
| 13      | Lenka Kulovana       | Txèquia         | 11 | 14 | 19.5 |
| 14      | Marie-Pierre Leray   | França          | 14 | 13 | 20.0 |
| 15      | Charlene Von Saher   | Regne Unit      | 13 | 16 | 22.5 |
| 16      | Nathalie Krieg       | Suïssa          | 15 | 17 | 24.5 |
| 17      | Laetitia Hubert      | França          | 20 | 15 | 25.0 |
| 18      | Rena Inoue           | Japó            | 19 | 18 | 27.0 |
| 19      | Olena Liaxenko       | Ucraïna         | 17 | 19 | 27.5 |
| 20      | Marta Andrade        | Espanya         | 21 | 21 | 31.5 |
| 21      | Lily Lyoonjung Lee   | Corea del Sud   | 24 | 20 | 32.0 |
| 22      | Liudmila Ivanova     | Ucraïna         | 19 | 23 | 32.5 |
| 23      | Ying Liu             | Singapur        | 23 | 22 | 33.5 |
| 24      | Tzvetelina Abrasheva | Bulgària        | 22 | 24 | 35.0 |
| 25      | Zhao Guona           | R.P. de la Xina | 25 | -  | -    |
| 26      | Susan Humphreys      | Canadà          | 26 | -  | -    |
| 27      | Irena Zemanova       | Txèquia         | 27 | -  | -    |